# Flødekartofler
Flødekartofler er en ret bestående af skiveskårede kartofler blandet op med piskefløde og bagt i ovn. Det serveres som tilbehør til hovedretter.